# Иванов, Николай Александрович (скульптор)
Николай Александрович Иванов (род. 12 октября 1938 года, Москва, РСФСР, СССР) — советский и российский скульптор, академик Российской академии художеств (2012). Народный художник Российской Федерации (2005).

## Биография
Родился 12 октября 1938 года в Москве.
В 1963 году — окончил Московское высшее художественно-промышленное училище (сейчас Московская художественно-промышленная академия имени С. Г. Строганова), кафедра монументально-декоративной скульптуры, преподаватели: Е. Ф. Белашова, Г. И. Мотовилов, Г. А. Шульц.
С 1970 года — член Союза художников СССР, России.
С 1996 года — член Правления Московского отделения Союза художников России, председатель Художественного совета Московского отделения Союза художников России.
С 2003 года — преподает на кафедре академической скульптуры Московской государственной художественно-промышленной академии имени С. Г. Строганова, с 2006 года — в должности профессора.
В 2012 году — избран академиком Российской академии художеств от Отделения скульптуры.
С 2013 года — член рабочей группы при Комиссии при Президенте Российской Федерации по государственным наградам и рассмотрению вопросов о присвоении почетных званий.

## Творческая деятельность
Основные проекты и произведения:
- Работы в области монументального искусства:
- памятники: Дружбе народов (1980 г., г. Газли), Погибшим в годы Великой Отечественной войны (Кизляр, 1985 г.), Погибшим в годы Великой Отечественной войны (г. Барабинск, 1990 г.), Погибшим в годы Великой Отечественной войны (село Томаровка, Белгородской области, 1990 г.), академику И. П. Бардину (Москва, 1990 г.), В. Я. Левашову — основателю города Кизляр (Кизляр, 1990 г.), монумент «250 лет Кизляру», поэту А. С. Пушкину (Кизляр, 1991 г.), поэту А. А. Фету (Орел, 1991 г.), ученому К. А. Тимирязеву (Калуга, 1992 г.), погибшим в годы Великой Отечественной войны (г. Верхняя Тойма Архангельской области, 1995 г.), императору Петру I (Кизляр, 2007 г.), К. Э. Циолковскому (Москва, 2007 г.), Победе в Великой Отечественной войне (к 65-летию, Москва), драматургу А. Островскому (Кинешма, 2005 г.), «Первой учительнице» (Ставрополь, 2006 г.), Памятник-бюст И. В. Цветаеву (г. Иваново, 2000 г.), Тушинцам, участникам Великой Отечественной войны (Москва, 2004 г.), памятник-бюст первому министру иностранных дел А. Р. Воронцову (Москва, 2005 г.) памятник-бюст первому министру иностранных дел А. А. Громыко (Москва, 2005 г.), бюст российскому государственному и политическому деятелю Е. М. Примакову (Москва, 2018 г.);
- мемориальные доски: художнику Марку Шагалу (Витебск, 2002 г.), драматургу А. Д. Салынскому (Москва, 2002 г.), Герою Советского Союза А. И. Болдыреву (2005 г., Москва), Герою Советского Союза Е. Ф. Савицкой (Москва, 2005 г.), ученому А. Н. Тихонову (2006 г., Москва), певцу Муслиму Магомаеву (2013 г., г. Вышний Волочек,Тверской области), академику Я. Б. Зельдовичу (2014 г., Москва).

Работы в области станкового искусства:
- скульптурные композиции — «Испытатели» (1965 г., бронза), «Альпинисты» (1967 г., бронза), «Хлеборобы» (1967 г., бронза), «Император Петр I, императрица Екатерина II, А. Меньшиков» (2008 г., бронза), «Валерий Чкалов» (2009 г., бронза), «Генерал М. Д. Скобелев» (2010 г., бронза), «Писатель „ Солженицын“ (2012 г., бронза), портреты — А. Д. Папанова (мрамор), Ф. И. Тютчева (1989 г., бронза), М. П. Мусоргского (1990 г., бронза), А. А. Фета (1991 г., бронза), Н. Н. Раевского (1991 г., бронза), М. М. Платова (1991 г., бронза), И. В. Цветаева (2000 г., бронза), В. Ф. Гаврилина (2002 г., бронза), С. В. Рахманинова (2004 г., бронза, Рязанский художественный музей), И. А. Чичаева (2006 г., бронза, Музей обороны Москвы), А. П. Иванова (2006 г., бронза, Музей обороны Москвы), И. Э. Грабаря (2012 г., бронза, Историко-художественный музей, г. Егорьевск Московской области), Е. И. Зверькова (2014 г., бронза, Московский музей современного искусства).

Станковые произведения находятся в музеях России, в музейных и частных коллекциях зарубежных стран.

## Награды
- Орден Александра Невского (6 мая 2020 года) — за большой вклад в развитие отечественной культуры и искусства, многолетнюю плодотворную деятельность[1]
- Орден Дружбы (5 марта 2014 года) — за достигнутые трудовые успехи, значительный вклад в социально-экономическое развитие Российской Федерации, заслуги в гуманитарной сфере, укреплении законности и правопорядка, реализации внешнеполитического курса Российской Федерации, многолетнюю добросовестную работу и активную общественную деятельность[2]
- Народный художник Российской Федерации (21 декабря 2005 года) — за большие заслуги в области  изобразительного искусства[3]
- Заслуженный художник Российской Федерации (26 января 1999 года) — за заслуги в области искусства[4]
- Медаль «В память 850-летия Москвы» (1997)
- Заслуженный деятель искусств Республики Дагестан (1995)
- Почётный гражданин города Кизляра
- Почётный житель муниципального образования „Южное Тушино“ (2006)
- Почётный житель муниципального образования Покровское — Стрешнево города Москвы» (2011)